# Saint-Martial (Gard)
Saint-Martial település Franciaországban, Gard megyében. Lakosainak száma 182 fő (2022. január 1.). Saint-Martial Colognac, Saint-André-de-Majencoules, Saint-Roman-de-Codières, Soudorgues, Sumène és Val-d'Aigoual községekkel határos.

## Népesség
A település népessége az elmúlt években az alábbi módon változott:
| Lakosok száma | 223  | 171  | 188  | 186  | 176  | 174  | 179  | 183  | 183  | 182  |
|               | 1968 | 1982 | 1990 | 2006 | 2013 | 2015 | 2017 | 2019 | 2020 | 2022 |